# Xian de Qichun

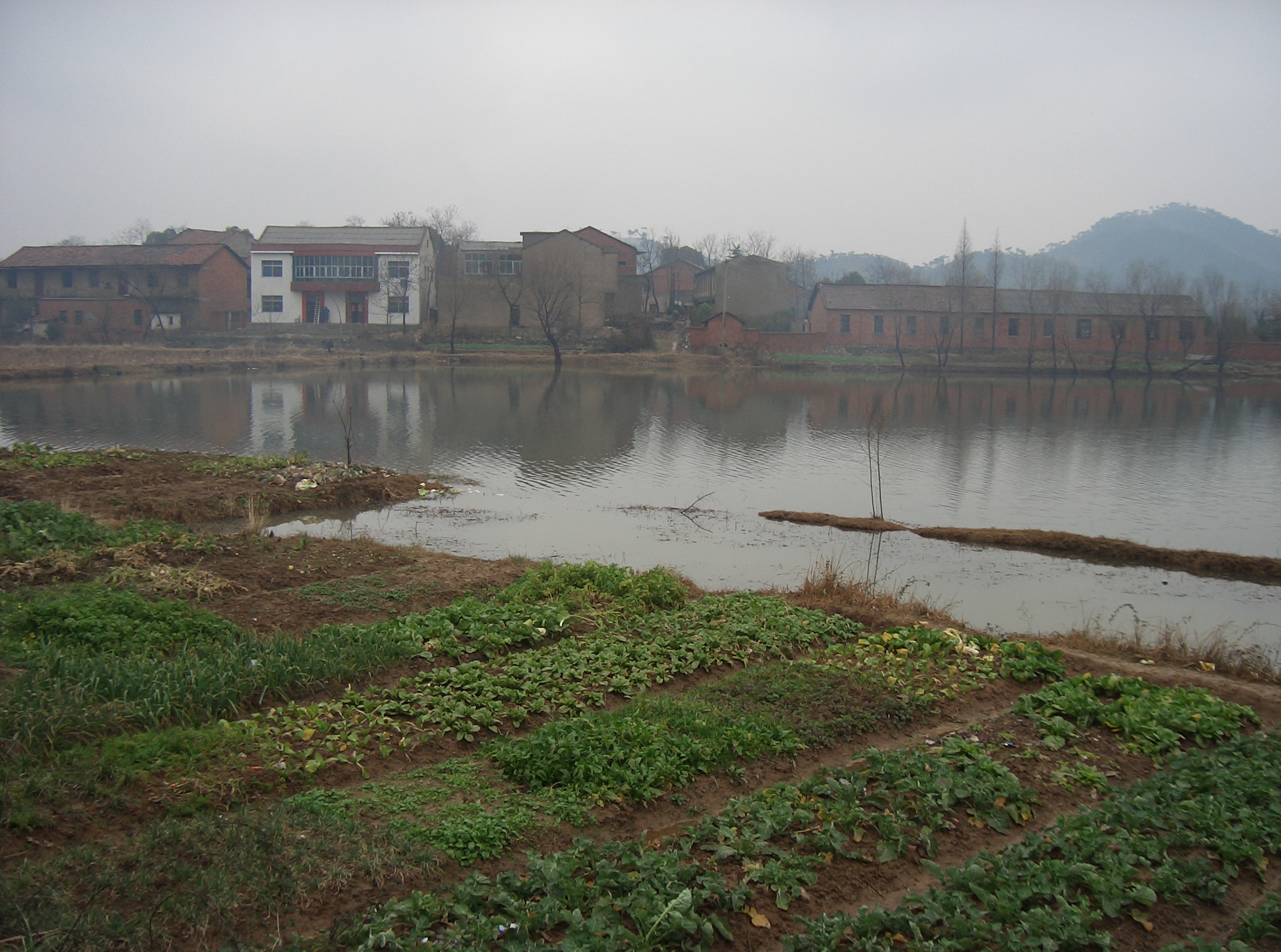
Paysage du district de Qichun

Le xian de Qichun (蕲春县 ; pinyin : Qíchūn Xiàn) est un district administratif de la province du Hubei en Chine. Il est placé sous la juridiction de la ville-préfecture de Huanggang.

## Démographie
La population du district était de 954 334 habitants en 1999.